# Minerbio
Minerbio (Mnirbi o Mnérbi in dialetto bolognese orientale, Mnêrbi in bolognese cittadino) è un comune italiano di 8 968 abitanti della città metropolitana di Bologna in Emilia-Romagna.
È lambito dal canale di bonifica Allacciante Circondario.
Il comune fa parte dell'Unione Terre di pianura insieme ai comuni di Malalbergo, Granarolo dell'Emilia, Baricella.

## Geografia fisica

### Clima
- Classificazione climatica: zona E, 2291 GR/G

## Storia
La campagna minerbiese fu sicuramente popolata fin dall'epoca romana, date le tracce della centuriazione romana ancora oggi leggibili nelle aree circostanti. La centuriazione dell'agro e l'organizzazione romana è rilevabile nella continuità che ha caratterizzato l'abitato anche in epoca alto-medievale. 
Uno dei più antichi documenti che riguardano il territorio di Minerbio è datato 2 novembre 1186, tuttavia l'atto di fondazione del Comune di Minerbio è contenuto nel “De Pactis Altedi" datato 1231.
Nella Piazza Maggiore di Bologna alla presenza di tutto il popolo, il podestà di Bologna Federico da Lavellolungo bresciano cedette a 150 famiglie mantovane il territorio di Altedo e Minerbio. Non è chiaro il motivo per cui queste famiglie del mantovano si spostarono nella zona bolognese, forse per fuggire dalle lotte che opponevano guelfi e ghibellini o forse a causa di mutamenti di condizioni ambientali e dunque economiche che avrebbero peggiorato le condizioni di vita nel Mantovano. Questo primo nucleo di abitanti si stanziò probabilmente nell'attuale zona del borgo antico che mantiene le tipiche forme dell'antico castrum medievale con il particolare impianto ortogonale con strade che si incrociano ad angolo retto.

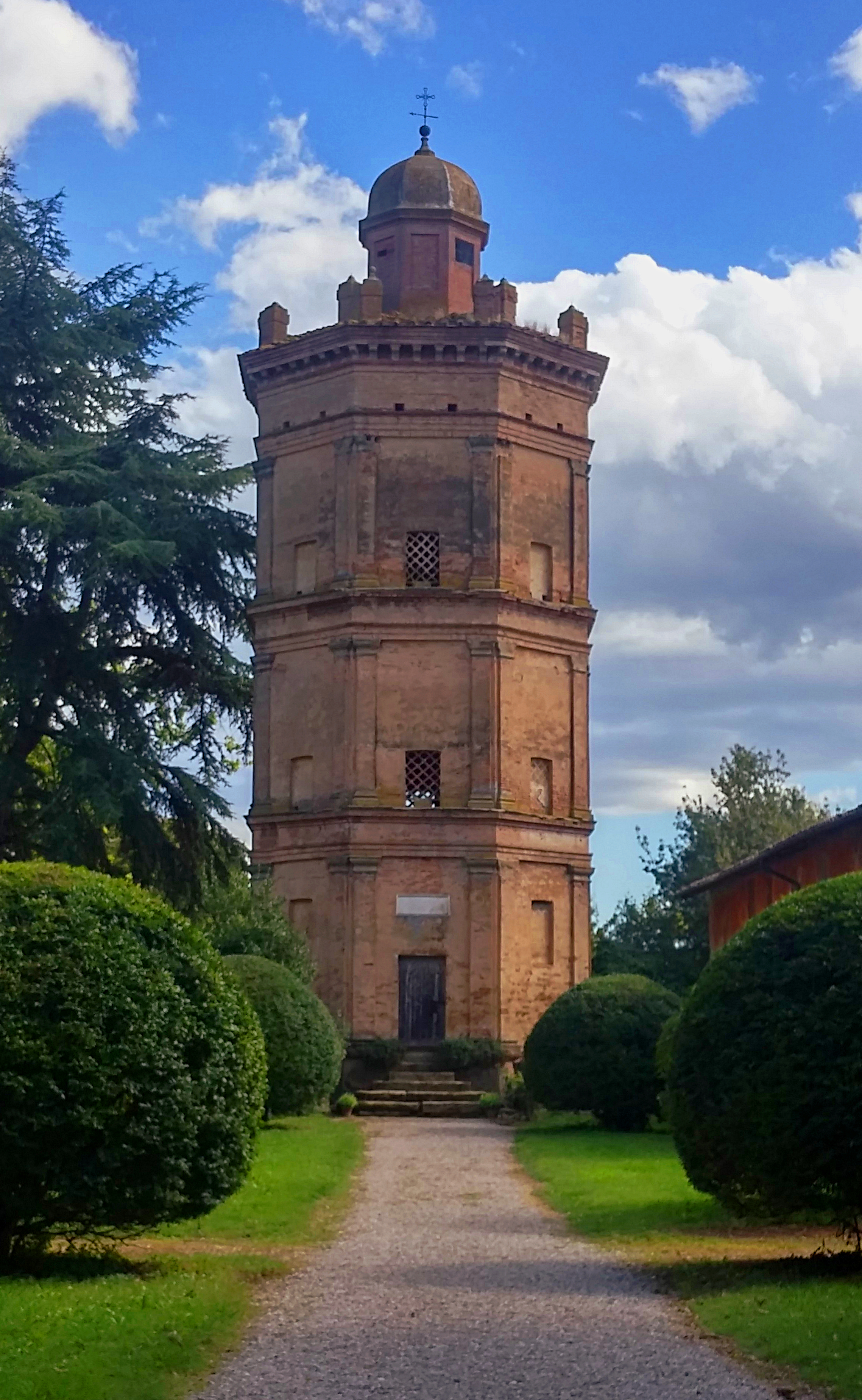
La torre della Rocca Isolani

L'arrivo in questo territorio della nobile famiglia degli Isolani portò importanti cambiamenti nell'aspetto dell'abitato. Provenienti dall'isola di Cipro (da qui probabilmente il nome di Isolani) arrivarono a Bologna nei primi anni del Trecento e qui divennero facoltosi mercanti di seta. A Minerbio cominciarono ad acquistare terreni fino ad avere amplissimi possedimenti. Nel 1369 Domenico Isolani lasciò come disposizione testamentaria l'ordine di erigere una chiesa ad uso della popolazione, gesto che dà la misura. La chiesa parrocchiale di San Giovanni Battista, poi ricostruita nel XVIII secolo su progetto e direzione di Carlo Francesco Dotti, è stata definita una delle "più belle del forese di Bologna".
Gli Isolani, da semplici ricchi possidenti di terre, divennero nel tempo veri e propri feudatari di tali territori, si svolsero nel corso dei secoli.
L'evento decisivo fu l'aiuto dato in occasione della battaglia combattuta alla fine del giugno 1402 nei pressi di Casalecchio di Reno, fuori Porta Saragozza durante la quale Iacopo Isolani armò i Minerbiesi e prese parte alla guerra. Con le altre famiglie nobiliari alleate si avviò a Porta San Donato nella notte di San Pietro. Le loro truppe affiancate da quelle viscontee presero possesso della città e spodestarono il governo dei Bentivoglio sulla città di Bologna.
Nel 1403 i Visconti, come riconoscimento per il valore che la famiglia Isolani aveva dimostrato in tale occasione, vollero allargare i loro domini nel territorio di Minerbio precedentemente limitati alla zona del castello. Il diploma visconteo è il primo documento che attesta l'investitura feudale degli Isolani a Minerbio. Fu da questo momento che il borgo, che aveva avuto origine probabilmente fin dal primo insediamento dei mantovani, si consolidò assumendo la propria forma definitiva, completato dalla costruzione del complesso che si snoda attorno alla Rocca la cui edificazione originale risale al 1403. Distrutta in seguito al passaggio dei Lanzichenecchi nel 1527, fu ricostruita a metà del Cinquecento e conserva all'interno un ricco ciclo di affreschi, i cui cartoni preparativi sono conservati al British Museum di Londra, autografi di uno dei più noti pittori di quel tempo: Amico Aspertini. Del complesso fanno parte anche la villa cinquecentesca (Villa Isolani) attribuita a Bartolomeo Triachini e l'elegantissima torre Colombaia. Risalente al 1536, la sua struttura con scala lignea interna elicoidale attribuita a Jacopo Barozzi, detto il Vignola, la rende pregevole.
Con l'investitura papale di Clemente VII del 1524, Minerbio divenne una contea di proprietà di Giovanni Francesco Isolani e dei suoi eredi in perpetuo, con un'estensione del territorio ben maggiore di quanto non fosse avvenuto con l'investitura feudale viscontea.
Il Senato bolognese, però, non si rassegnò mai alla presenza di questi territori franchi all'interno della propria giurisdizione.
Così i contrasti si riaccesero nel 1712 fino a che una serie di episodi portarono gli Isolani alla definitiva perdita dei propri antichi diritti nel 1734 quando anche i loro territori furono uniti ai restanti sottoposti alla Comunità di Minerbio.
Con la caduta della giurisdizione della famiglia Isolani, l'abitato cominciò a subire una forte espansione anche al di fuori del borgo, sul percorso dell'antico alveo del fiume Savena, che attraversava l'attuale centro del paese. La sua antica presenza è testimoniata dal toponimo Savena Vecchia che si conserva attualmente nei due tratti di strada comunale appena fuori dal centro abitato verso Ferrara (Via Savena Inferiore) e verso Bologna (Via Savena Superiore) e che alimentava le fosse del borgo fortificato.
Un altro esempio di architettura fortificata presente sul territorio è il castello dei Manzoli nella frazione di San Martino in Soverzano. Costruito nella prima metà del XV secolo e  ristrutturato nel XIX sotto la direzione di Alfonso Rubbiani, è un esempio di edificio neogotico bolognese.
Con la venuta di Napoleone, il territorio fu ricompreso in un distretto che raggruppava più di sedici paesi nei pressi di Minerbio. Deposto Napoleone, dopo il 1815 Minerbio venne assegnato in un primo tempo al comune di Budrio per poi ritrovarsi tre anni dopo comune autonomo con aggregate le frazioni di Ca' de Fabbri e San Giovanni in Triario. Sempre nel XIX secolo vennero attuate non poche opere di edilizia pubblica. Sorsero le prime attività industriali e verso la fine del secolo si andarono costituendo le prime associazioni operaie come la Società Operaia di Mutuo Soccorso nel 1884.
All'inizio del XX secolo i socialisti conquistarono il potere. Il territorio conobbe un notevole impulso con l'attivazione della tranvia a vapore Bologna – Malalbergo.

## Monumenti e luoghi di interesse

### Architetture religiose
- Chiesa di San Giovanni Battista

### Architetture militari
- Rocca Isolani

### Architetture civili
- Castello dei Manzoli in Soverzano.

### Aree naturali
Parte del territorio comunale è compreso nel sito di interesse comunitario e zona di protezione speciale "Biotopi e Ripristini ambientali di Budrio e Minerbio" (IT4050023).

## Società

### Evoluzione demografica
Abitanti censiti

### Etnie e minoranze straniere
Al 31 dicembre 2022 la popolazione straniera era di 975 persone, pari al 12,73% dei residenti.

## Economia

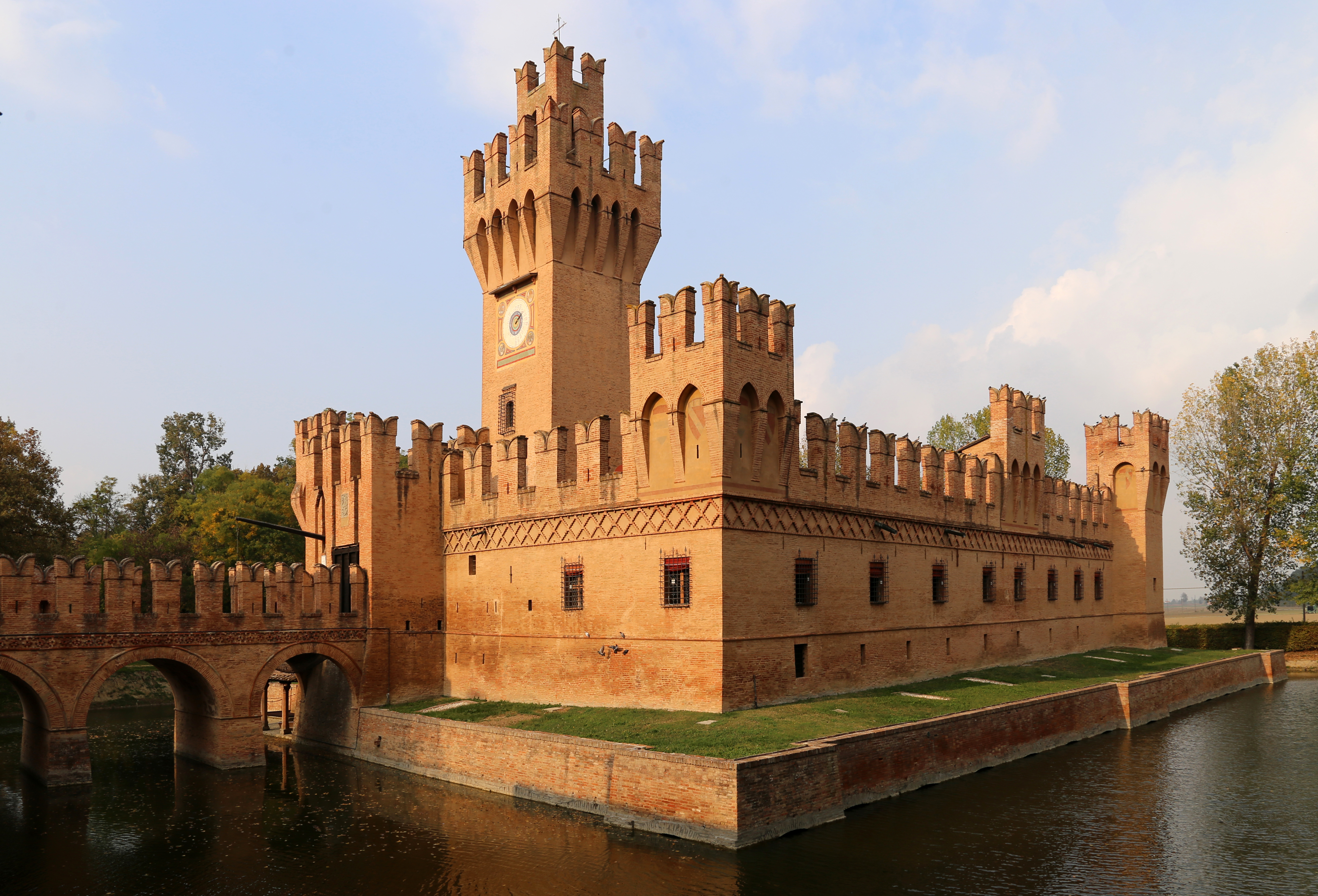
Il castello dei Manzoli

Il distretto industriale di Minerbio è molto sviluppato. Tra le industrie più importanti spiccano STOGIT, Caterpillar (meccanica), Renner Italia, Inver (chimica delle vernici), Ammeraal Beltech (nastri trasportatori) e Reglass (manifatturiera dei materiali compositi in carbonio).

## Infrastrutture e trasporti
Il servizio di trasporto pubblico a Minerbio è assicurato dalle autocorse suburbane svolte dalla società TPER.
Fra il 1891 e il 1957 Minerbio ospitò una stazione della Tranvia Bologna-Malalbergo, intensamente utilizzata sia per il traffico pendolare fra la campagna e gli opifici bolognesi che per il trasporto delle barbabietole da zucchero, allora fra i principali prodotti agricoli della zona.

## Amministrazione

Il gonfalone comunale

Di seguito è presentata una tabella relativa alle amministrazioni che si sono succedute in questo comune.
| Periodo        | Periodo        | Primo cittadino  | Partito         | Carica  | Note  |
| -------------- | -------------- | ---------------- | --------------- | ------- | ----- |
| 6 maggio 1990  | 13 giugno 1999 | Aurelio Donati   | PCI, PDS        | Sindaco | [ 8 ] |
| 13 giugno 1999 | 8 giugno 2009  | Giacomino Simoni | centro-sinistra | Sindaco | [ 8 ] |
| 8 giugno 2009  | 26 maggio 2019 | Lorenzo Minganti | centro-sinistra | Sindaco | [ 8 ] |
| 27 maggio 2019 | in carica      | Roberta Bonori   | centro-sinistra | Sindaco | [ 8 ] |

### Gemellaggi
- Camugnano[senza fonte]
- Hirrlingen[senza fonte]
- Hajós[senza fonte]